# Garrotxa

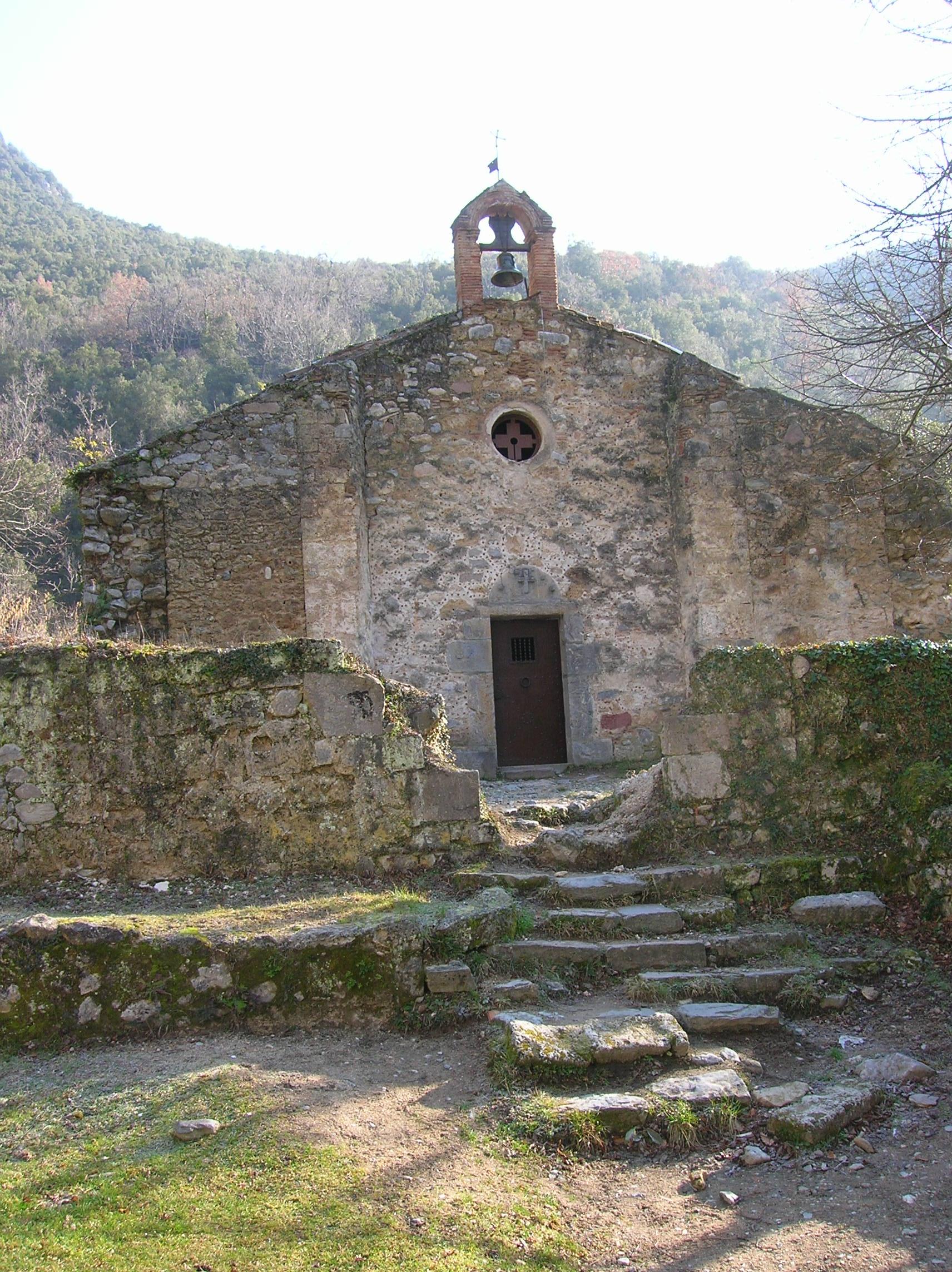
Klostret Sant Aniol d'Aguja.JPG i grevskapet Garrotxa.

Garrotxa är ett grevskap, comarca, i norra Katalonien, i Spanien, som gränsar till comarquerna Ripollès, Osona, Selva, Gironès, Pla de l'Estany, Alt Empordà och Vallespir (Frankrike). Huvudstaden heter Olot, med 33981 innevånare 2013.

## Kommuner
Garrotxa är uppdelat i 21 kommuner, municipis.

- Argelaguer
- Besalú
- Beuda
- Castellfollit de la Roca
- Maià de Montcal
- Mieres
- Montagut i Oix
- Olot
- Les Planes d'Hostoles
- Les Preses
- Riudaura
- Sales de Llierca
- Sant Aniol de Finestres
- Sant Feliu de Pallerols
- Sant Ferriol
- Sant Jaume de Llierca
- Sant Joan les Fonts
- Santa Pau
- Tortellà
- La Vall d'en Bas
- La Vall de Bianya